# Nikolaï Martynov
Pour les articles homonymes, voir Martynov.
Nikolaï Solomonovich Martynov (en russe : Николай Соломонович Мартынов), né à Nijni Novgorod (Empire russe) le 9 octobre 1815 et mort à Moscou (Empire russe) le 25 décembre 1875, appartenant à la maison Martynov, est un officier de l'armée russe qui a abattu le poète Mikhaïl Lermontov dans un duel le 15 juillet 1841,.

## Biographie
Nikolaï Martynov était un membre de la riche famille Martynov. Il est le fils du Conseiller d'État Solomon Mikhailovich Martynov (décédé en 1839) et de son épouse Elizabeth Mikhailovna Martynova, née Tarnovskaya. Le couple avait huit enfants et ils étaient propriétaires du domaine de Martynovo-Znamenskoïe, près de Moscou (dans le village de Ievlevo, maintenant district de Solnetchnogorsk). L'écrivain historique Michel Zagoskine est son cousin germain.
Nikolaï Martynov reçu une excellente éducation. Il écrivait de la poésie depuis son plus jeune âge. Presque au même moment que le poète Lermontov, il entra à l’école des Junker où il était son partenaire d'escrime à espadon habituel. Après avoir servi quelque temps dans le régiment des gardes de cavalerie, Martynov partit en tant que volontaire pour le Caucase en 1837 et participa à l'expédition du détachement caucasien au-delà du Kouban. Il a reçu l'ordre de Sainte-Anne du troisième degré. Au moment de la querelle avec Lermontov, il avait le grade de major.
Les œuvres d’art poétiques et prosaïques de Martynov ne sont pas nombreuses. « Parfois, Martynov est enclin à une réflexion sérieuse » écrit le chercheur O. P. Popov. "Cela dit, Martynov est doté d'une fierté accrue, fait preuve d'intolérance d'une opinion différente et possède une certaine cruauté de caractère".
Selon des mémoires, Lermontov ricanait de la « prose » romantique de Martynov et de ses poèmes à Pyatigorsk. Martynov pensait être le prototype de Grushnitsky dans le roman Un héros de notre temps. Selon Martynov, Lermontov l'a exposé à plusieurs reprises comme un bouffon et l'a complètement épuisé de ridicule.
Des railleries mutuelles similaires, mais plus vives, ont pu être entendues par le public et ont amené Nikolaï Martynov à défier Lermontov en duel (le 13 juillet 1841 à la maison de Verzilin). Le 15 juillet à 18 heures, le duel a eu lieu et Lermontov a été mortellement blessé.
Tous les détails du duel n'ont pas été reconstruits de manière suffisamment fiable à ce jour. La version selon laquelle le poète n'a pas été frappé par Martynov, mais par un tireur qui se serait caché dans les buissons (une telle version existait dans les années 1950-1970), basée sur l'angle peu ordinaire entre les ouvertures d'entrée et de sortie de la plaie traversante, n'a pas été confirmée.
Martynov a été condamné par un tribunal militaire à la rétrogradation et à la privation de tous les droits de son État. Après une condamnation définitive, confirmée par l'empereur Nicolas Ier, il a été condamné à trois mois d'emprisonnement dans une maison de garde.
Nikolaï Martynov est décédé à l'âge de 60 ans et a été enterré dans la crypte familiale située près de l'église Znamenskaya, dans le village d'Ievlevo. Sa tombe n’a pas survécu car en 1924 des étudiants ont ravagé la crypte pour se venger du meurtre de Lermontov, et les restes de Martynov ont été noyés dans un étang voisin.

## Source bibliographique
- (en) Encyclopædia Britannica, 11e ed., Cambridge University Press, 1911.